# Sipatuhu
Sipatuhu is een bestuurslaag in het regentschap Ogan Komering Ulu Selatan van de provincie Zuid-Sumatra, Indonesië. Sipatuhu telt 1746 inwoners (volkstelling 2010).